# 车府增十七
仙女座2（车府增十七），又名BD+41 4665，HD 217782、SAO 52623、HR 8766，是仙女座的一颗恒星，视星等为5.1，位于銀經102.52，銀緯-15.76，其B1900.0坐标为赤經22h 58m 0s，赤緯+42° -15.76′ 12″。